# Dendy
Dendy, или «Де́нди» (произносится как «Дэ́нди») — серия игровых приставок, неофициальный аппаратный клон приставки третьего поколения Famicom японской компании Nintendo. Dendy выпускались с конца 1992 года компанией Steepler, собирались на Тайване из китайских комплектующих по заказу Steepler и в основном продавались в России. Со временем приставки серии также начали собирать на китайском заводе Subor и на российском заводе «Тензор» в городе Дубна в Московской области. В основу приставок были заложены японские конструкция аппаратной части и формат картриджа, несколько отличающиеся от американских.
Модельный ряд Dendy разделялся на две категории — основная Classic и бюджетная Junior, — которые отличались конструкцией, качеством и ценой. Classic были копией приставок Micro Genius тайваньской корпорации TXC Corporation и производились на том же заводе. Junior создавались по удешевлённой технологии специально для Steepler и использовали «систему на кристалле». Также планировалось выпустить в продажу версию Pro с одним проводным и одним беспроводным геймпадами, однако в итоге она поступила в продажу только одной небольшой партией.
Поскольку на постсоветском пространстве Famicom и NES официально никогда не продавались, Dendy достигла большой популярности. Она продавалась с помощью телевизионных программ и журналов о видеоиграх. Название Dendy в России стало нарицательным и стало применяться не только к остальным аппаратным клонам Famicom, но и к другим приставкам. Продажи оригинальной Dendy прекратились в 1998 году после банкротства компании Steepler; и на тот момент по разным оценкам было продано от 1,5 до 6 миллионов единиц. Считается, что она создала в России рынок видеоигр и игровых приставок.

## История

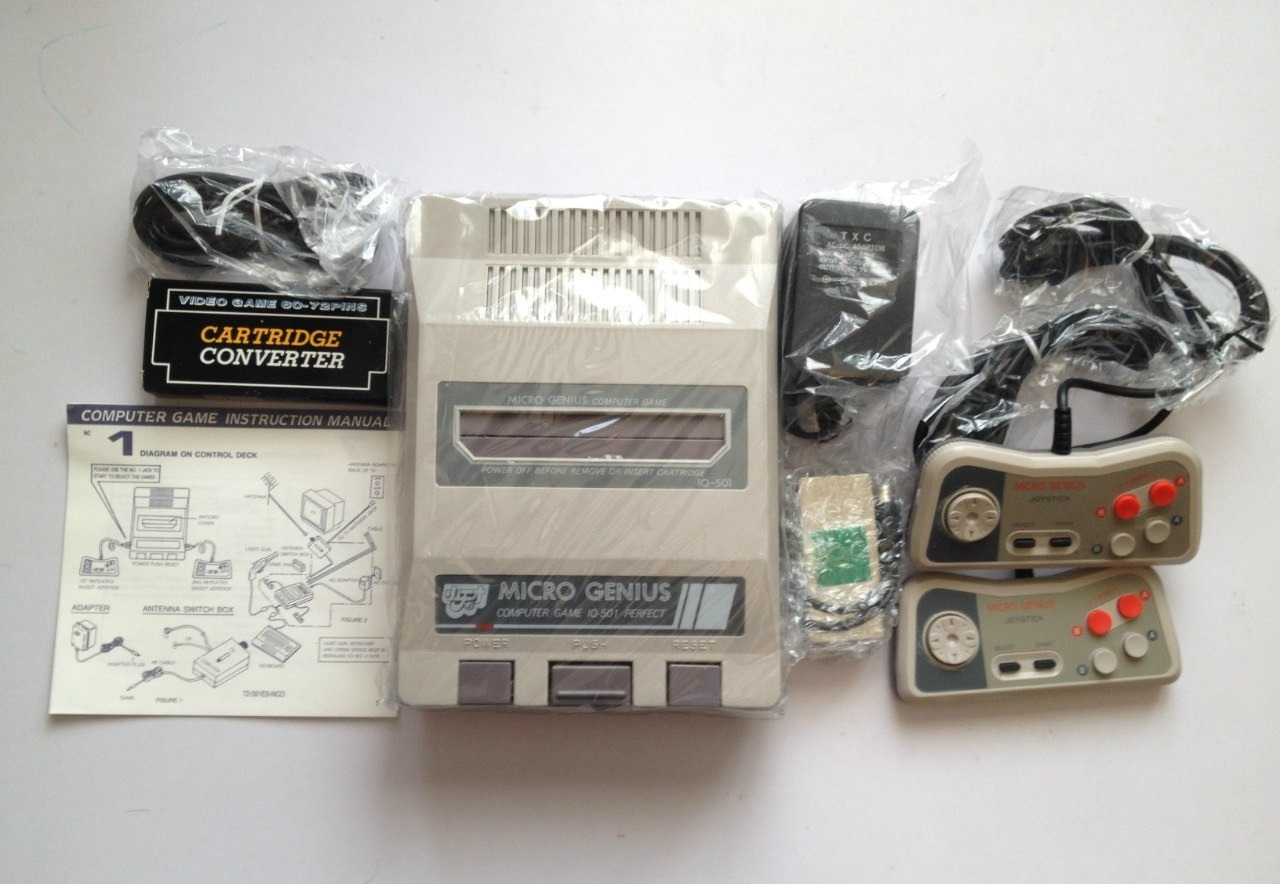
Приставка Micro Genius IQ-501, которая продавалась компанией Steepler под брендом Dendy Classic

В 1992 году в компанию Steepler пришёл предприниматель Виктор Савюк с предложением создания и продажи телевизионных игровых приставок и сменных картриджей с играми под торговой маркой Dendy. До этого компания занималась поставкой продукции Hewlett-Packard, локализацией операционной системы Windows 3.x с помощью пакета CyrWin и системной интеграцией. Учредители компании планировали развивать игровое подразделение, и в сентябре 1992 года Савюк вышел на работу в подразделение под названием «Отдел видеоигр».
Савюк установил контакты с тайваньскими производителями приставок и выразил интерес к их продукции. В Steepler не рассматривали возможность продавать оригинальную Famicom, поскольку она стоила втрое дороже «клонов», а Nintendo не была заинтересована в рынке СНГ. В конце концов Steepler договорилась с тайваньской фирмой TXC Corporation, которая производила клоны Famicom и продавала их под брендом Micro Genius. Первой приставкой, продаваемой Steepler под брендом Dendy, стала модель Micro Genius IQ-501, которая стала продаваться под названием Dendy Classic. Придумывая название, Савюк выбрал английское слово «Dandy» — мужчина, подчёркнуто следящий за эстетикой внешнего вида и поведения, изысканностью речи. Буква «a» была заменена на «e» для более лёгкого чтения на русском, а сам логотип был набран шрифтом Cooper Black. Цвет логотипа выбран стандартный красный.
При регистрации торговой марки Dendy возникли юридические сложности: киевская компания, владевшая сетью автозаправок и обменных пунктов, уже подала заявку на схожую марку «Dendi». После распада СССР патентные ведомства находились в процессе разделения. Савюк воспользовался ситуацией и зарегистрировал «Dendy» в Киеве, одновременно договорившись с украинским патентным поверенным не спешить с отправкой в Москву заявки о передаче торговой марки. В качестве взятки патентному поверенному была подарена факс-машина. В результате возникла ситуация, когда компания Steepler владела маркой «Dendy» в Киеве, а киевская компания — маркой «Dendi» в Москве. Впоследствии компании договорились об обмене торговыми марками.
Талисман приставки — слонёнка Денди — нарисовал российский аниматор Иван Максимов. Приставка получила собственный рекламный ролик на российском телевидении с фразой «Денди, Денди, мы все любим Денди! Денди — играют все!». Рекламный ролик был записан с участием музыкальной группы «Несчастный случай», где музыку написал клавишник Сергей Чекрыжов, а слоган придумал гитарист Андрей Гуваков. Мультипликация для ролика также была сделана с участием группы. За две недели до старта продаж рекламный ролик был выпущен в эфир через компанию «Видео Интернешнл».
В продаже приставка появилась 17 декабря 1992 года по цене 39 000 рублей (94 доллара США). Однако при выводе приставки на рынок была совершена ошибка, и в результате первая партия пришла с видеостандартом PAL-I, в то время как большинство имевшихся у населения телевизоров использовало принятый советским телевидением стандарт SECAM-DK. Вся первая партия потребовала ремонта в Москве и замены видеостандарта. Первые фирменные магазины открылись в Москве на Петровке, Красной Пресне и в переходе к ГУМу со станции метро «Театральная» на Красную площадь. К февралю 1993 года продажи составляли до 3000 приставок в месяц. Игры также приносили прибыль, а менеджеры Steepler начали выезжать в регионы для поиска региональных дилеров и закупки рекламы.
Спрос на продукцию оказался очень высоким, и в апреле 1993 года Steepler располагал уже четырьмя региональными дилерами и оборотом в 500 млн рублей (722 тыс. долларов). К осени 1993 года в день продавалось до 4000 приставок, а при исследовании покупательского спроса выяснилось, что в категории «бытовая электроника» Dendy оказалась на третьем месте после холодильника и телевизора. К этому времени название приставки стало нарицательным и стало применяться не только к остальным аппаратным клонам Famicom, но и к другим приставкам. Steepler заняла практически незанятую нишу, а мировым производителям компьютерных игр и приставок Россия в то время была неинтересна. Пришлось бороться не за спрос — основным конкурентом был «серый» импорт аналогичной продукции китайского производства. К концу 1994 года оборот за весь год достиг 75—80 миллионов долларов США. Компания Steepler в итоге приостановила рекламную кампанию из-за превышения спроса над предложением.

### Журналы и телепередачи

Первый номер журнала «Видео-АСС Dendy» от 7 июля 1993 года

При изучении рынка печатной прессы компания Steepler наткнулась на сборник «Видео-АСС Компьютерные игры» и предложила издательству открыть совместное издание. В итоге летом 1993 года вышел первый номер журнала «Видео-АСС Dendy» под редакцией Валерия Полякова. Первые семь номеров журнала являлись рекламной брошюрой продукции Steepler. По имевшемуся соглашению с французским издательством Hachette Filipacchi-Press журнал также перепечатывал статьи из французских журналов Joypad и Joystick. Позднее в журнале кроме статей про продукцию Dendy также добавились статьи по игровым приставкам Sega Mega Drive и Super Nintendo, которые также продавались компанией Steepler.
После задержек финансирования контракт на публикацию журнала был расторгнут, и компания Steepler запустила собственный журнал «Dendy — Новая Реальность», изданием которого занялась редакция журнала «Птюч», при этом тексты писали сотрудники отдела рекламы Steepler. Спустя шесть номеров журнал «Dendy — Новая Реальность» полностью закрылся, а редакция закрытого журнала «Видео-АСС Dendy» возобновила выпуск под названием «Великий Dракон» независимо от компании Steepler.
Начиная с сентября 1994 года на канале 2x2 средствами Steepler была запущена телепередача «Денди — Новая реальность». Ведущим был выбран Сергей Супонев, который до этого вёл передачи «Звёздный час» и «Зов джунглей». В каждом выпуске показывались игры для Dendy, Mega Drive и Super Nintendo. Передача получила высокие рейтинги и имела большую популярность. После 33 серий передачу завершили, а через два месяца возобновили на канале ОРТ в виде второго сезона под сокращённым названием «Новая реальность». Во втором сезоне играм для Dendy уделялось меньше внимания, и в январе 1996 года вышел последний эпизод. Причинами закрытия назывались неудачное эфирное время — 15:45 по пятницам, так как не все дети в это время дома или смотрят телевизор, — и выросшие с 50 до 100 тысяч долларов США затраты на производство каждой серии. Вскоре после закрытия «Новой реальности» на телеканале МТК была запущена телепрограмма «Мир Dendy» с ведущими Семёном Фурманом и Сергеем Гвоздевым, которая закрылась после 12 серий.

### Контракт с Nintendo, конкуренция и закат
В 1994 году каждый месяц продавалось по 100—125 тысяч приставок и месячный оборот составлял 5 миллионов долларов. К 1995 году для продолжения рекламы компания наняла певца Олега Газманова и его сына Родиона. Также был снят короткометражный мультипликационный фильм «Приключения слонёнка Dendy», для производства которого была нанята анимационная студия «Аргус». Был запланирован и сериал из тринадцати серий, но его выпуска не состоялось. Савюк позже рассказывал, что в компании обнаружили, что лояльность пользователей составляла больше 80 %, и что при таком показателе реклама не нужна.
Открылись три новых отделения: Steepler Graphic Center по созданию компьютерной графики, Steepler Trading по продаже компьютерной техники, и центр по обучению программистов. Вскоре Steepler выполняет реорганизацию, в результате которой розничная торговая сеть Steepler Trading была выделена в отдельную компанию Lamport.
В 1994 году Steepler хотела заручиться поддержкой Nintendo и пыталась установить контакт с европейским подразделением через свой региональный офис в Германии. После периода игнорирования контактов Nintendo узнала о популярности 8-битных клонов в России, после чего весной 1994 года связалась со Steepler и пригласила Виктора Савюка на встречу в Сиэтле с руководителями Nintendo of America Минору Аракавой и Говардом Линкольном. После многодневных переговоров Steepler заключила с Nintendo соглашение, по которому отказалась от продвижения продукции Sega и получила эксклюзивные права на распространение в России и СНГ приставок Super Nintendo и Game Boy. По этому соглашению Nintendo также отказывалась от претензий к продажам Dendy, а поставками игровых систем занялась австрийская компания Stadlbauer Marketing.

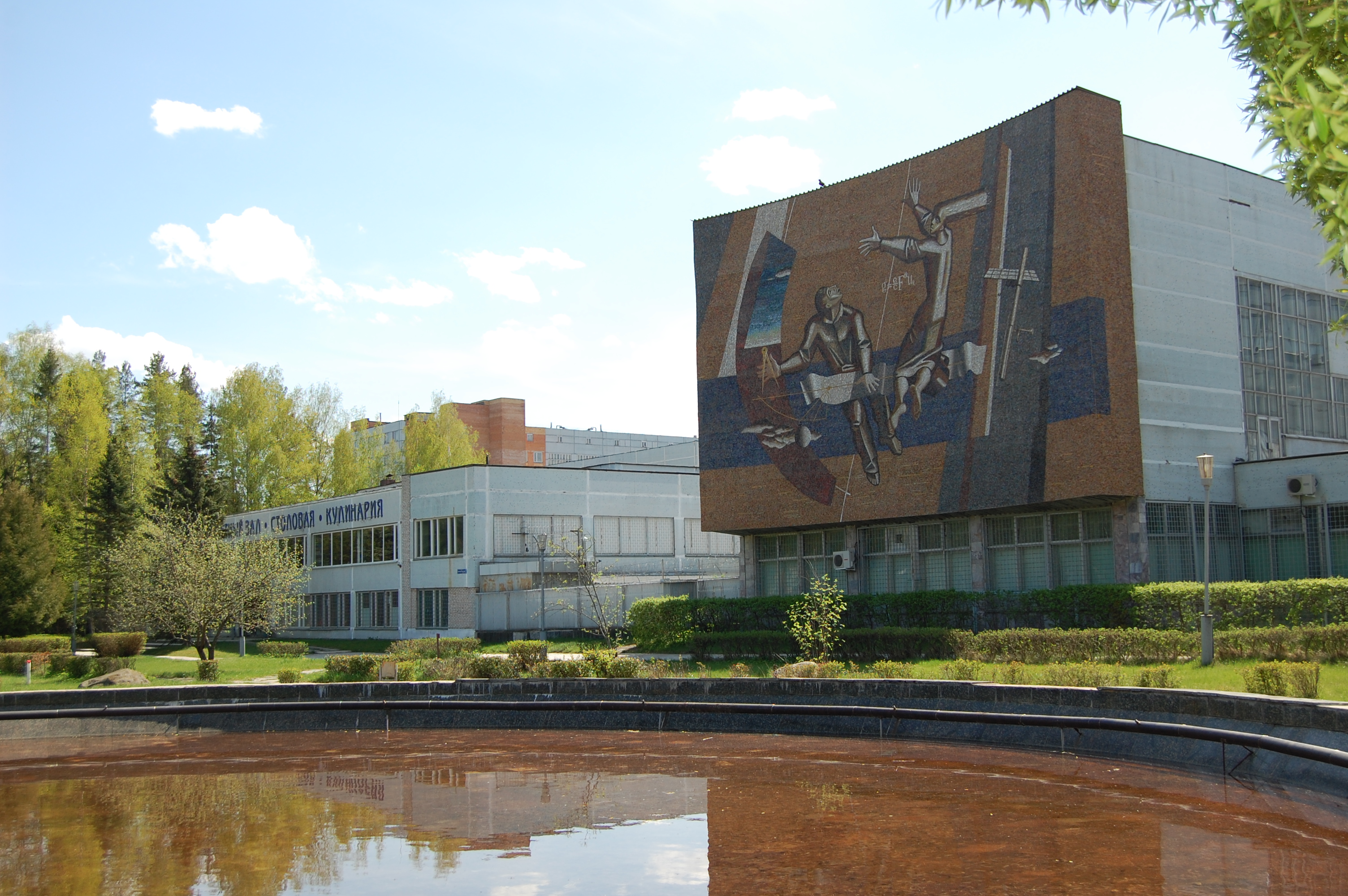
Приборный завод «Тензор» в Дубне, где с 1994 года проводилась местная сборка и гарантийный ремонт части приставок Dendy

В августе 1994 года «Инкомбанк» и Steepler объявили о планах создания совместного бизнеса — компании АОЗТ «Денди»: «Инкомбанк» участвует в нём деньгами и получает 30 % от прибыли. Были созданы два подразделения, одно занималось оптовым сбытом товаров и получало финансирование от «Инкомбанка», а другое — розничной продажей в московских магазинах. Одновременно с этим Steepler выкупила часть акций завода «Тензор» в Дубне, где началась местная сборка приставок и картриджей из частично тайваньских комплектующих. Позднее из-за дороговизны сборки завод переоборудовали под гарантийный ремонт приставок.
В конце 1994 года у Steepler появились два конкурента — Lamport, которая стала производить свою приставку Kenga, и Bitman, которая закупала на Тайване клоны Famicom, Mega Drive и Game Boy. Kenga отличилась предложением портативной приставки Ken-Boy, а Bitman подписала официальное соглашение с Sega в 1996 году, по которой стала продавать лицензионные Mega Drive 2, Sega Saturn и обучающую Sega Pico. Обе компании спустя полтора года закрыли свой игровой бизнес; Kenga перепрофилировалась в магазины детских товаров, а Bitman была выкуплена сетью R-Style.
В январе 1995 года продажи заметно снизились, и при расследовании выяснилось, что конкуренты начали закупать приставки в Китае и смогли снизить цены ниже себестоимости приставок Dendy. В то время Dendy продолжали производить на Тайване. Кроме этого, на рынке появилась китайская компания Subor, которая до этого обращалась в Steepler с предложением о сотрудничестве, но получила отказ. С поддержкой китайского правительства компания Subor открыла офис в Москве и занялась демпингом. После этого Subor выдвинула Steepler предложение о переносе производства на фабрику Subor, отчего оптовая цена должна была составить 8—9 долларов против прежних 12 на тайваньской фабрике. Условия были приняты, и был оформлен заказ на 80 тысяч приставок Dendy на заводах в Китае. Кроме этого, Steepler получила право на эксклюзивное распространение приставок Subor SB-225 и SB-225B через свои магазины, а продажи вернулись на прежний уровень. В ноябре 1995 года у компании «Денди» было 10 дочерних предприятий в регионах и 80 дилеров, а розничные цены на приставки снизились до 20 долларов.
После середины 1990-х годов 16-битные приставки Mega Drive и Super Nintendo начали уступать место на Западе приставкам нового поколения, таким как первая PlayStation. В России эра 8-битных приставок также подходила к концу. Компания Steepler планировала начать продажу различной бытовой электроники, такой как DVD-плееры, под брендом Dendy, однако эти планы сорвались, когда Steepler выиграла тендер на автоматизацию Госдумы. Из-за противодействия со стороны Федерального агентства правительственной связи и информации и покушений на сотрудников компания Steepler потеряла контракты с государственными учреждениями и обанкротилась в 1996 году. Подразделение «Денди» выжило в качестве отдельной компании, несмотря на то, что оборотные деньги хранились на счетах Steepler, и столкнулось с большими трудностями. Некоторое время поставщики продавали компании товары в кредит, но, когда это закончилось, компания «Денди» была вынуждена месяцами продавать исключительно складские запасы. В конце концов, когда настал финансовый кризис 1998 года, компания закрылась окончательно.
По одним оценкам, в России было продано от 1,5 до 2 миллионов экземпляров Dendy, по другим — до 6 миллионов. Приставка приобрела ностальгический статус среди тех, кто рос в России в 1990-х годах, подобно приставкам Nintendo и Sega той же эпохи в США, Японии и Европе. В то время название Dendy стало синонимом игровых приставок, подключаемых к телевизору, и считается, что именно Dendy создала рынок видеоигр и игровых приставок в России, а также что благодаря ей появилось первое поколение российских геймеров. Её популярность также привела к появлению «пиратских» копий Dendy, выпускаемых другими производителями. На момент 2021 года Dendy являются предметами коллекционирования среди энтузиастов, кроме того, они популярны среди любителей ретрогейминга.

## Модели

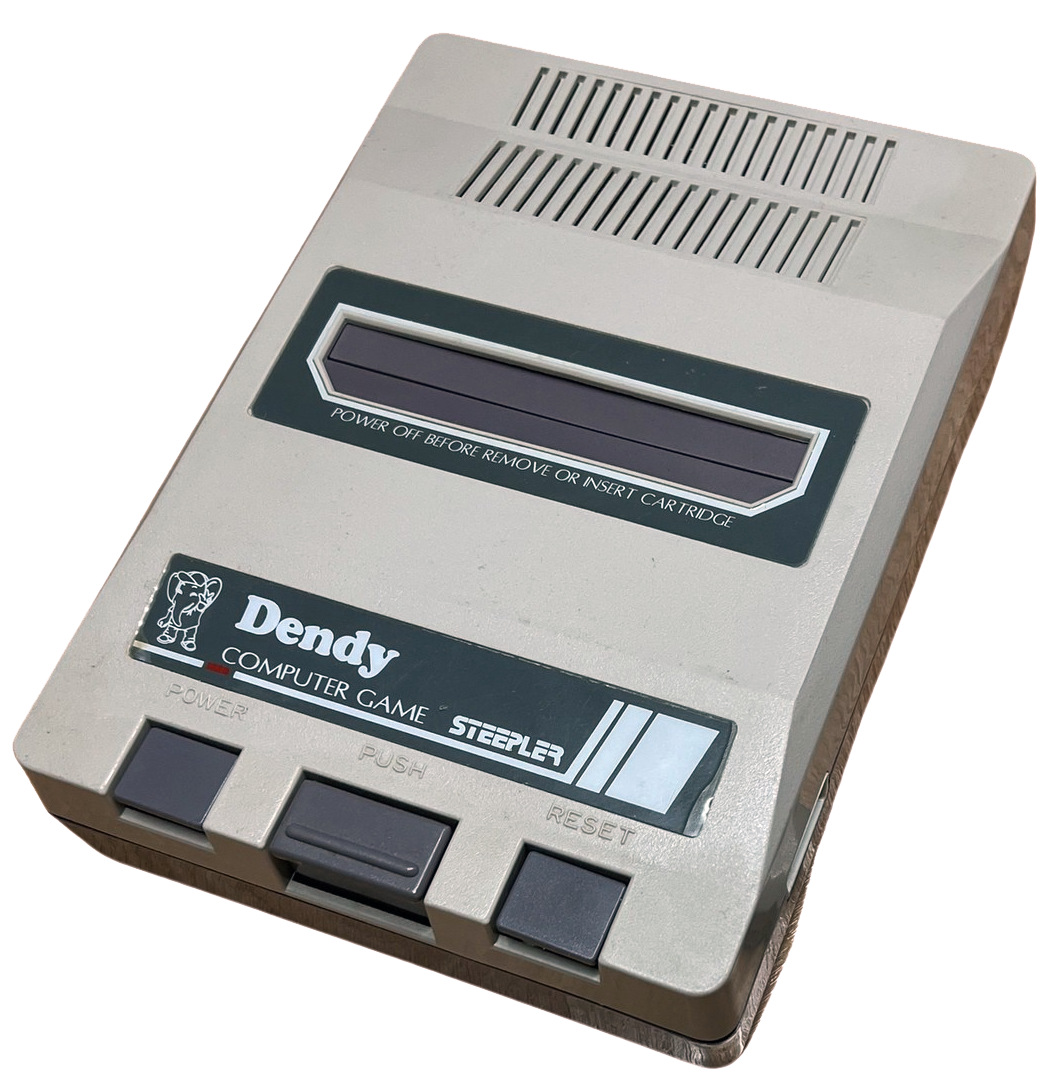
Dendy Classic
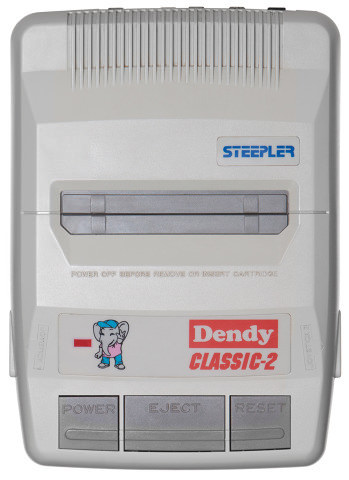
Dendy Classic II
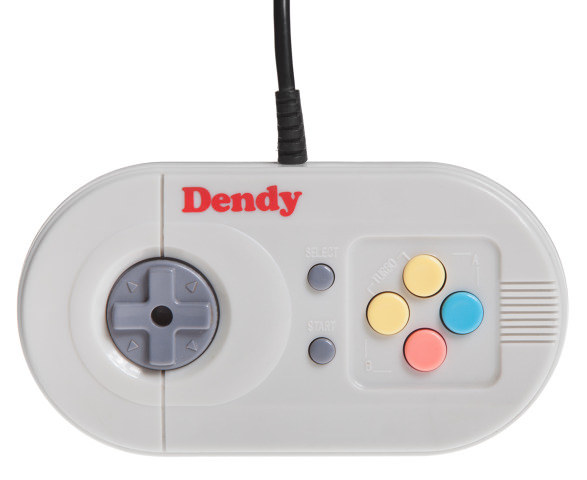
Контроллер Dendy Classic II
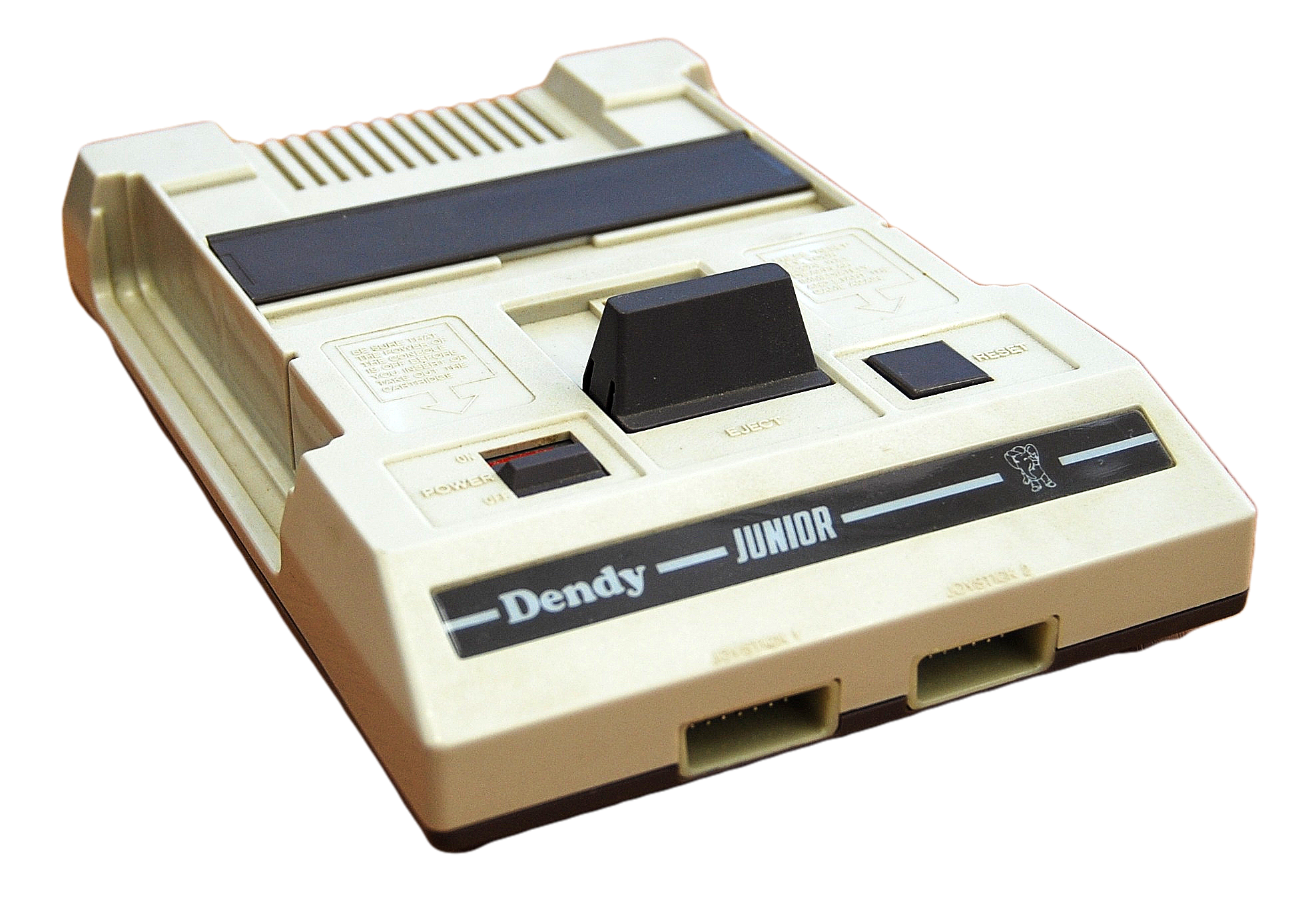
Dendy Junior
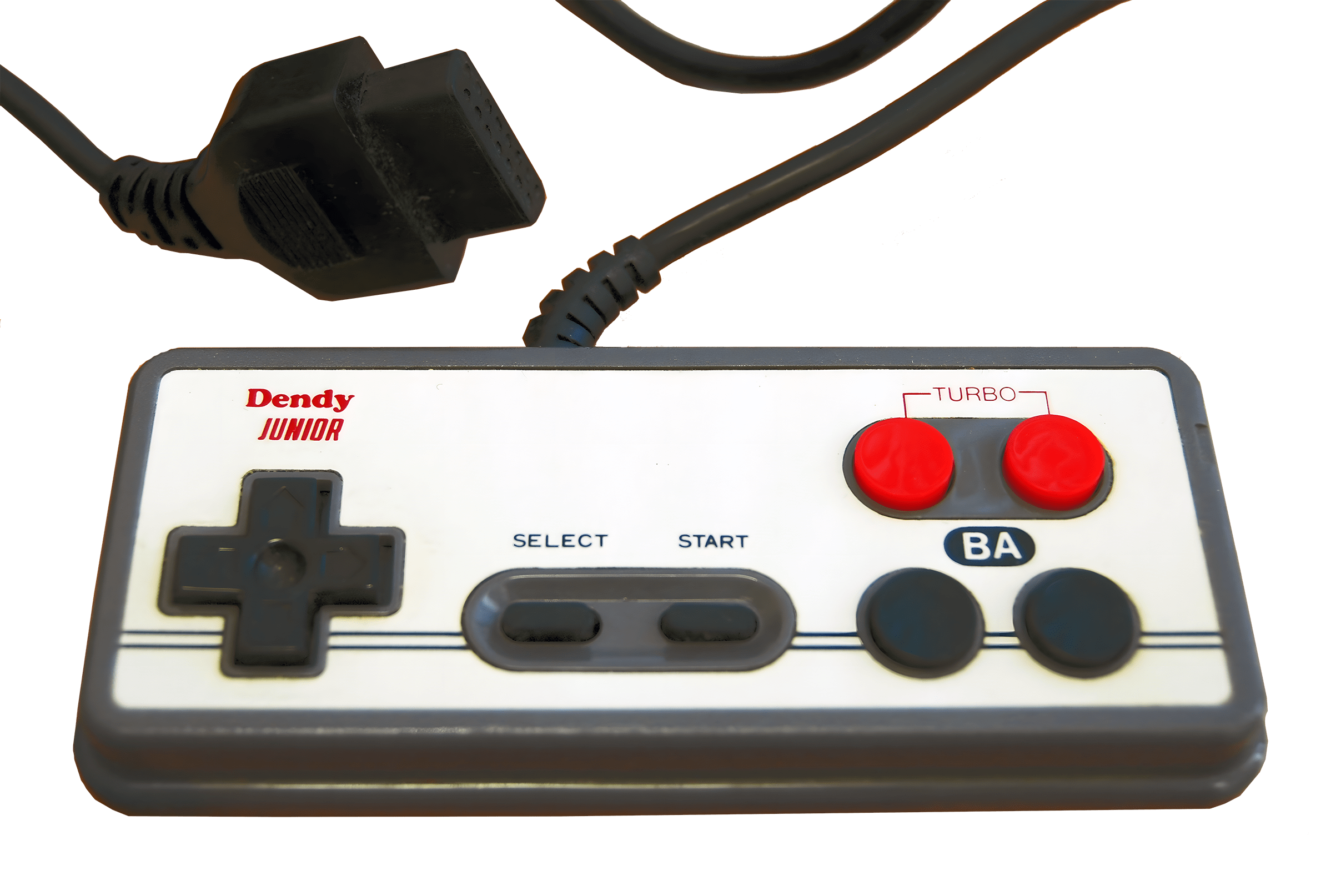
Контроллер Dendy Junior
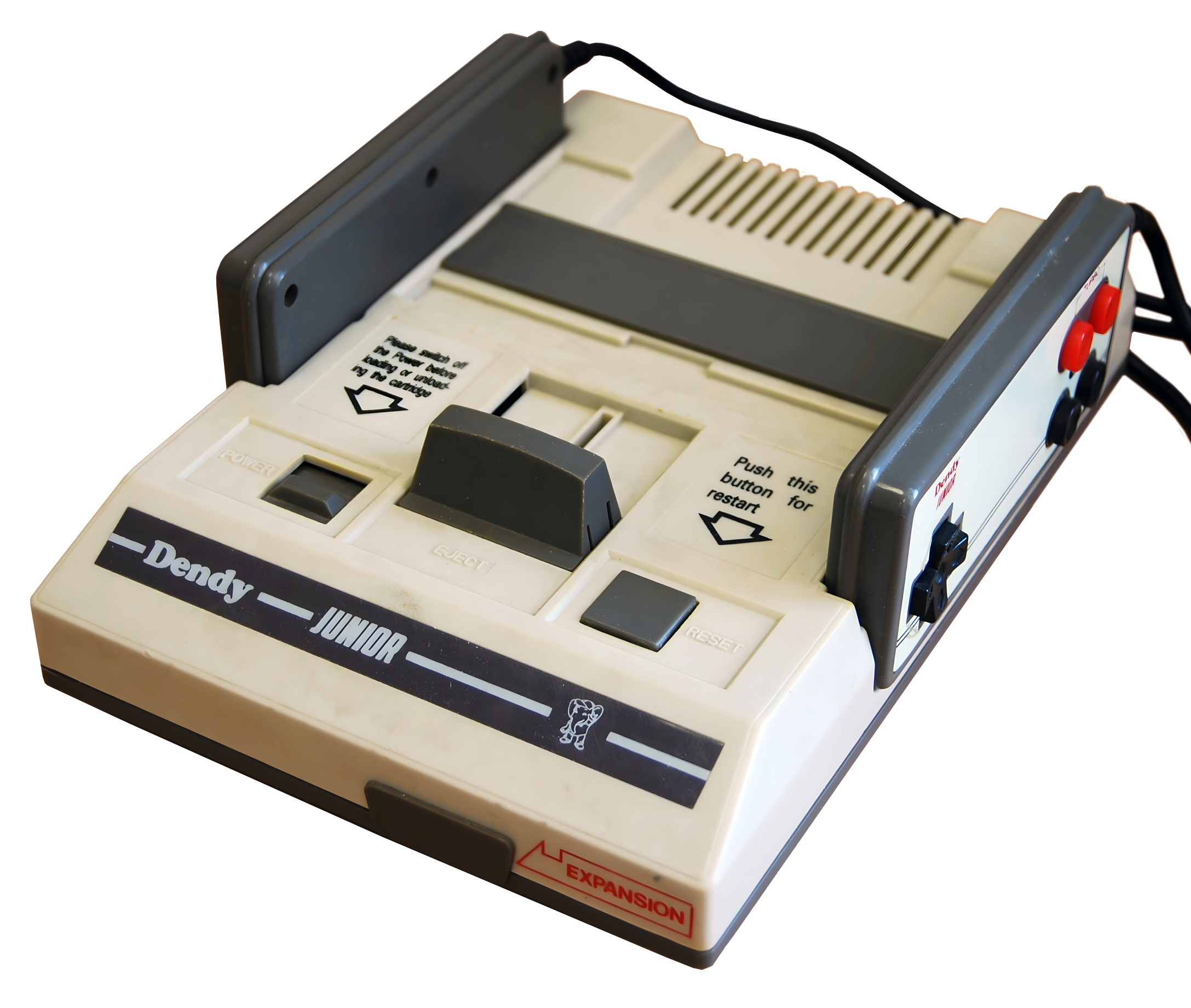
Dendy Junior II
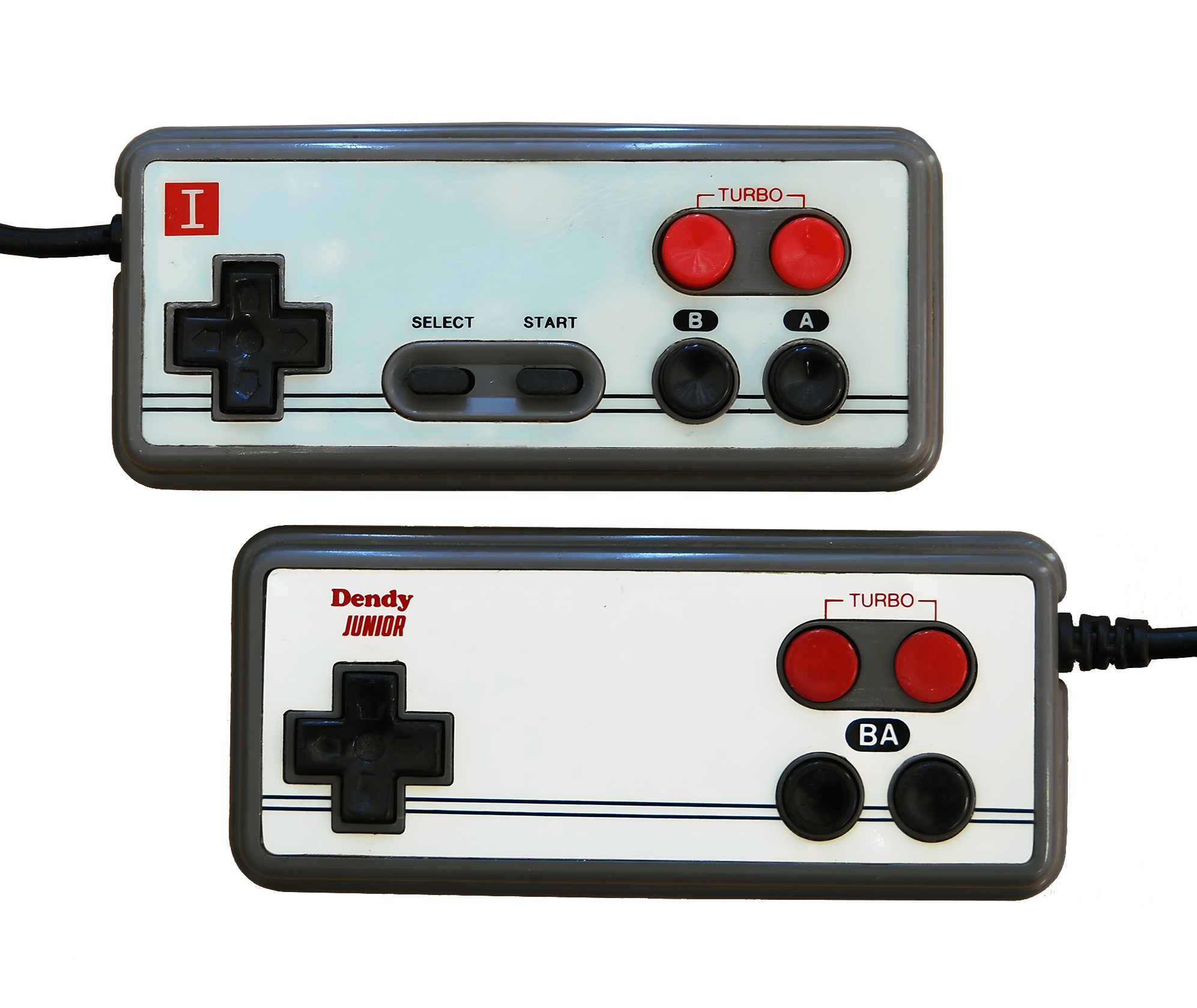
Контроллеры Dendy Junior II

Dendy выпускалась в нескольких модификациях. В целом модельный ряд разделялся на две категории — основная Classic и бюджетная Junior. Первой приставкой серии стала копия тайваньской Micro Genius IQ-501, дизайн которой был основан на Twin Famicom от Sharp. Тайваньская компания TXC Corporation переосмыслила дизайн Twin Famicom и сделала приставку более компактной. Компания Steepler произвела ребрендинг IQ-501 под названием Dendy Classic и выпустила её в продажу 17 декабря 1992 года.
С лета 1993 года в продажу была выпущена приставка Dendy Junior, которая стала «упрощённой версией Classic для детей младшего возраста». В компании решили, что необходимо создать настолько дешёвую приставку, чтобы оптовикам было выгоднее её закупать у Steepler, а не у китайских поставщиков. Dendy Junior создавалась по удешевлённой технологии и использовала «систему на кристалле». Изначально приставка была разработана компанией TXC Corporation по запросу специально для Steepler, для конкуренции с поставщиками китайских клонов, которые были низкого качества и продавались дешевле. Дизайн приставки был скопирован с оригинальной Famicom, а оформлением коробки занимался Рустем Адагамов. Оптовая цена Dendy Junior составляла 29 долларов США, а после её выхода продажи Classic пошли вверх.
Следующей моделью стала Dendy Junior II, которая имела закруглённый корпус, повторяющий Dendy Junior, но геймпады были неотсоединяемые и на втором из них отсутствовали кнопки Start и Select. Вместе с ней вышла Dendy Junior IIP, которая отличалась наличием светового пистолета, внешне похожего на NES Zapper, и картриджа с многоигровкой в комплекте.
После Junior II в продажу поступила Dendy Junior IVP, которая пропустила название Junior III, поскольку неизвестные конкуренты выпустили под этим названием видоизменённую модель Junior II. В компании Steepler решили не соперничать с ними и сразу выпустить Junior IVP чёрного цвета из более дешёвого пластика и со световым пистолетом в комплекте, похожим на Beretta M9.
Финальной моделью серии стала Dendy Classic II, основанная на Micro Genius IQ-502, с новым округлым дизайном и новыми геймпадами. Приставка стоила дороже обычных версий Junior и пользовалась низким спросом. Кроме этого, планировалось вывести в продажу и модель Dendy Pro, основанную на Micro Genius IQ-1000, и которая отличалась наличием одного проводного и одного беспроводного геймпада. Савюк описывал её газете «Коммерсантъ» как приставку, которая «составит достойную конкуренцию лучшим японским 8-разрядным приставкам», но в итоге, по его же словам, в продажу она поступила только ограниченной партией в 1000—1200 единиц, которая плохо продалась.

## Игровые картриджи

Somari, основанная на игре Sonic the Hedgehog, является одной из самых известных пиратских игр, разработанных специально для «клонов» Famicom, таких как Dendy

Поскольку Dendy является «клоном» Famicom, она позволяет запускать игры, изначально созданные для Famicom. Кроме того, для Dendy было выпущено большое количество пиратских копий игр NES, самодельных взломанных версий игр, а также так называемых «многоигровых» картриджей заведомо низкого качества, например, «99 в 1». Однако зачастую большая часть игр в многоигровых картриджах не работала, а остальные были, по сути, копиями одной и той же игры с незначительными вариациями. Первые версии картриджей для Dendy продавались в корпусах с надписью «TV. GAME CARTRIDGE» и с заглушкой для защиты от пыли. Наибольшую популярность получил «Картридж с чайками», который содержал «9999 игр в 1» и кроме меню с летающими чайками содержал и 8-битную аранжировку песни «Unchained Melody» от The Righteous Brothers. В 1994—1995 годах компанией АО «Электроника» была выпущена партия картриджей, отличающихся от обычных пиратских в два раза меньшим размером и наличием переведённых на русский язык версий игр.
Игровая библиотека Dendy являлась смесью игр для разных рынков, продавались как версии для американского, так и для японского и европейского рынков. В дополнение к ним также продавались и неофициальные издания китайских разработчиков. В картриджах для Dendy не было постоянной памяти для сохранений, поэтому игры с ними, такие как Final Fantasy, The Legend of Zelda и Metroid, не достигли российского рынка. Со временем картриджи для Dendy от Steepler стали представлять коллекционный интерес и развился рынок коллекционеров, на котором на момент 2021 года цены на игровые картриджи стали составлять до десятков тысяч рублей.
Многие пиратские игры для Dendy часто создавались путём комбинирования элементов из других игр и были названы в честь известной игровой серии, хотя на самом деле они не имели к ней никакого отношения. Среди таких игр были Street Fighter V, Contra 6 и Robocop IV. Многие китайские разработчики также создавали для Dendy и других «фамиклонов» копии игр с других приставок, такие как Street Fighter II, Mortal Kombat и различные варианты игр компании Disney Interactive. Возможно, самой известной из пиратских игр, выпущенных для Dendy, является Somari, основанная на игре Sonic the Hedgehog для Sega Mega Drive и разработанная на Тайване. Однако игра по сравнению с оригиналом была замедлена, в неё были введены некоторые элементы из Sonic the Hedgehog 2, а персонажем вместо Соника является Марио в ботинках Тейлза.
При копировании официальных игр пираты зачастую изменяли их код и удаляли логотипы игровых компаний, что часто вызывало срабатывание защиты от копирования, которая приводила к невозможности прохождения игры или её значительному усложнению. Самыми известными примерами стали Bucky O’Hare с очень высокой сложностью, и Teenage Mutant Ninja Turtles III: The Manhattan Project, где босс Шреддер на уровне «Технодром» становился бессмертным.

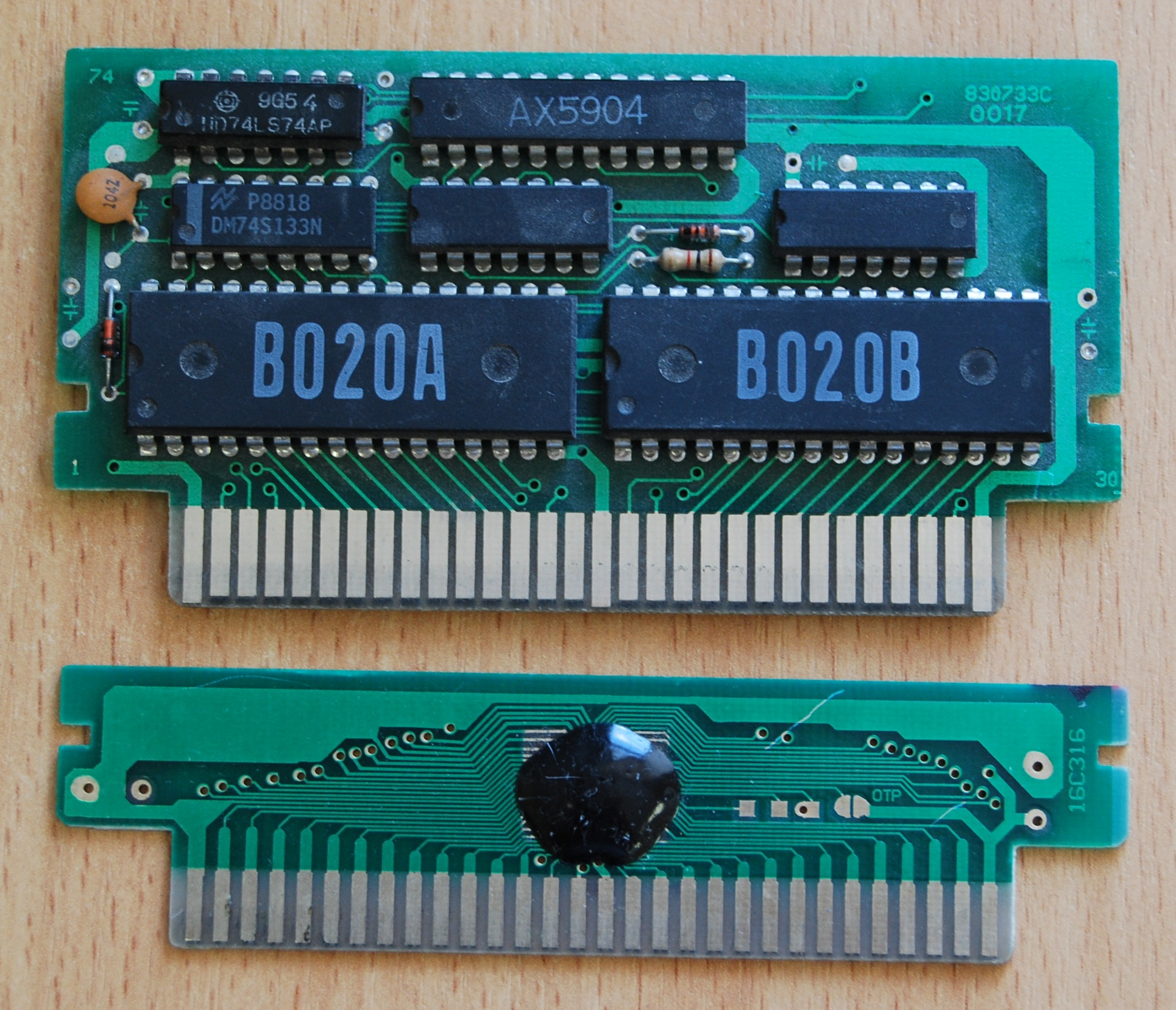
Платы картриджей без корпусов, верхний более ранней версии на интегральных микросхемах памяти